# ひとかけらの純情 (アルバム)
『ひとかけらの純情』（ひとかけらのじゅんじょう）は、南沙織通算8枚目のスタジオ・アルバム。1974年2月21日発売。発売元はCBS・ソニー。

## 解説
LP帯コピー：若い涙 ひとつふたつ 今はいい… ヤングのテーマでつづるオリジナル プラス ポップス特集!
10thシングル「ひとかけらの純情」とそのB面曲「透き通る夕暮れ」を含む8枚目。
A面（1曲目から6曲目）は、有馬三恵子・筒美京平コンビによるオリジナル楽曲。B面（7曲目から12曲目）は、洋楽ポップスのカバーで6曲とも原曲英語詞で歌っている。
CDパッケージでの生産は中止されており、音楽配信でのみ購入が可能である。

## 収録曲
1. ひとかけらの純情
  - 作詞: 有馬三恵子　作曲・編曲: 筒美京平
  - 10thシングル。
2. 音楽会場にて
  - 作詞: 有馬三恵子　作曲・編曲: 筒美京平
3. いとしい傷
  - 作詞: 有馬三恵子　作曲・編曲: 筒美京平
4. 涙のひとつふたつ
  - 作詞: 有馬三恵子　作曲・編曲: 筒美京平
5. 透き通る夕暮れ
  - 作詞: 有馬三恵子　作曲・編曲: 筒美京平
  - 10thシングル「ひとかけらの純情」のB面曲。
6. 殉愛
  - 作詞: 有馬三恵子　作曲・編曲: 筒美京平
7. TOP OF THE WORLD
  - 作詞・作曲: John Bettis, Richard Carpenter　編曲: 水谷公生, 矢野誠
  - Carpenters のカバー
8. AND I LOVE YOU SO
  - 作詞・作曲: Don Mclean　編曲: 水谷公生, 矢野誠
  - Don Mclean のカバー
9. HARLEM SONG
  - 作詞: Michal Kricorian　作曲: Miroslav Konecny　編曲: 水谷公生, 矢野誠
  - The Sweepers のカバー
10. AUBREY
  - 作詞・作曲: David Gates　編曲: 水谷公生, 矢野誠
  - Bread のカバー
11. HALF-BREED
  - 作詞・作曲: Al Capps, Mary Dean　編曲: 水谷公生, 矢野誠
  - Cher のカバー
12. やさしく歌って（KILLING ME SOFTLY WITH HIS SONG）
  - 作詞: Norman Gimbel　作曲: Charles Fox　編曲: 水谷公生, 矢野誠
  - Roberta Flack のカバー

## 発売履歴
- 1974年02月21日 - LP
- 1997年07月21日 - CD （CD選書）
- 2006年06月14日 - CD-BOX（紙ジャケット・高音質マスターサウンド）